# 西伯利亚历史
西伯利亞的早期歷史受乌拉尔山脉以西的斯基泰（Scythian）文明和烏拉爾山脈以東的匈奴的游牧文明的影響，兩者文明都曾經在基督教文明以前蓬勃發展。隨時間推移，西伯利亞大草原被一系列游牧民族所陸續佔領，包括契丹、突厥和蒙古。到了中世紀晚期，藏傳佛教也傳入貝加爾湖以南的地區。
在俄羅斯帝國時期，西伯利亞主要是農業地區，也做為犯人流放的收留地。19世紀，西伯利亞大鐵路建成，不僅促進西伯利亞地區的工業化，也有利於開發大量西伯利亞的礦產資源。

## 史前和古典时代
根據考古人類學的考證，公元前4萬5千年前，人類首先主要居住在西伯利亞一帶，之後才向東和向西散佈到今日的歐洲和美洲。這些移動的民族中，也包括日本史前的繩紋人，他們是現代阿伊努人的祖先。 根據瓦西里·拉德洛夫（德裔俄羅斯突厥學專家）的考證，西伯利亞最早的居民是葉尼塞人，其語言與後來的烏拉爾人和突厥人不同，現今的凱特人（Kets）被認為是大遷徙後遺留在當地的人種。據考古資料估計，在2萬多年前，向東的移民已經越過白令陸橋進入北美，成為今日美洲的印第安人。
西伯利亞湖泊岸邊的窪地，充滿了新石器時代文物遺跡，許多古墓、熔爐和其他文物見證當時西伯利亞的人口稠密。甚至今日在中亞所發現的一些古文物，也有些來自西伯利亞。 
在西伯利亞地區，葉尼塞人之後是來自烏拉爾北部地區的烏拉爾薩摩耶人，他們後裔留下的文化如塞爾庫普人 ，仍留駐在薩彥（Sayan）地區。這些民族還不知道煉鐵技術，但他們擅長製造銅、銀和金的製品。他們的青銅飾物和器具通常也經過拋光，顯示出相當的藝術品味。 他們並開發和建立古老的灌溉系統，以在肥沃土地上的進行農業。
西伯利亞西南部受到印度-伊朗文化的影響，可以追溯到公元前2300-1000年的安德羅諾沃文化。在公元前7世紀到3世紀之間，印度-伊朗裔的斯基泰人在阿爾泰地區（Pazyryk 文化）蓬勃發展，對於後來的草原帝國文化演進有重大的影響。
在公元之前的一千年，所謂的“絲綢之路”就已經有貿易往來，絲綢等商品運輸至西伯利亞，進行商業交易。 
公元前3世紀，匈奴帝國建立後，開始有一系列的人口流動，許多人被驅趕到中西伯利亞高原的北部疆域。突厥族群的葉尼塞吉爾吉斯人已經出現在薩彥嶺地區。哈卡、維吾爾等各突厥部落也從原居地向西北遷移，並制服當地的烏戈爾人(Ugric people)。
這些新來的入侵者同樣留下許多的文化的痕跡，今人從考古遺跡中可以截然區分出兩個不同的時期。入侵的民族熟悉鐵器，並向受征服的部落臣民學習青銅鑄造的藝術，以做為器物的裝飾。  他們強化這項工作的藝術性，也讓陶器比青銅時代的陶器更具藝術感和質感，其裝飾品甚至被列入聖彼得堡冬宮博物館的文化典藏之中。

## 中世纪
蒙古人長期以來與西伯利亞森林帶的民族有聯繫，稱呼他們為“森林人”。這些森林人例如巴爾虎人和烏梁海人，與蒙古人沒有太大的差異。在民族分佈上，貝加爾湖周圍的部落講蒙古語，而西部的部落則講突厥語、薩莫耶德語族或葉尼塞語。
到1206年，成吉思汗統一蒙古及西伯利亞南部所有蒙古和突厥部落；1207年，其長子朮赤征服西伯利亞“森林人”等民族後，將西伯利亞人組織成三個Tümen（萬戶制單位）。在蒙古人征服金朝的第一階段後，成吉思汗在 Kem-kemchik 創建中國工匠和農民的聚居地，他特別青睞以海東青、毛皮、婦女和吉爾吉斯馬等項的進貢品。
西伯利亞西部屬於金帳汗國，成吉思汗長孫斡兒答及其後代直接統治該地區，在廣闊的沼澤地帶，設立狗隻拉雪橇驛站，以方便收集貢品。1293年，忽必烈欽察將軍土土哈領導的元朝軍隊重新佔領了吉爾吉斯斯坦的土地，從此元朝控制西伯利亞中部的大部分地區。在葉尼塞河地區至今有一個華裔織工社區，撒馬爾罕和蒙古大地外的廣袤區域也可看到傳統的華裔工匠。 

### 諾夫哥羅德公國及莫斯科公國時期
早在11世紀，諾夫哥羅德人就偶爾進出西伯利亞。 1364年，諾夫哥羅德人前進探索喀拉海和西伯利亞西部的鄂畢河。諾夫哥羅德公國垮台後，在俄羅斯北部和西伯利亞之間的聯繫工作，由莫斯科公國繼續接手。
1483年5月9日，莫斯科公國的軍隊進入西伯利亞西部，軍隊在塔夫達河、圖拉河、額爾齊斯河之間移動，直到鄂畢河。1499年，莫斯科人和諾夫哥羅德人以滑雪方式到達西伯利亞西部，直到鄂畢河，路途間並征服一些當地部落。

## 西伯利亚汗国的興亡

### 興起
隨著15世紀後期金帳汗國的解體，西伯利亞汗國成立並以秋明為中心。
16世紀初，來自土耳其斯坦的韃靼逃犯制服居住在烏拉爾山脈以東低地的鬆散部落，這時農業經營者、皮革製作商、貿易商人和穆斯林神職人員紛紛從土耳其斯坦前來定居。額爾齊斯河和鄂畢河上接連出現許多小公國， 並由喀山的大汗亞德加爾·默罕默德集結統一，但因此舉與當時殖民烏拉爾的俄羅斯人發生衝突，此無疑間接與莫斯科公國發生利益衝突。1555年，亞德加爾汗的使節來到莫斯科，同意每年以一千隻紫貂做為進貢。

### 淪亡
16世紀中葉，俄羅斯沙皇征服喀山和阿斯特拉罕的韃靼汗國，吞併了整個伏爾加地區，開闢通往烏拉爾山脈的道路。Semyon Stroganov 和 Anikey Stroganov領導向東進攻，組織群眾移民，在烏拉爾地區發展農業、狩獵、鹽場、漁業，以及礦石開採，並與西伯利亞部落建立貿易關係。沙皇伊凡四世因此賜予烏拉爾地區莊園以及徵稅權。
在1570年代，斯特羅干諾夫招募許多哥薩克人，保護烏拉爾定居殖民點免受西伯利亞韃靼人的襲擊。斯特羅加諾夫承諾提供食物和武器，建議哥薩克人首領葉爾馬克（Yermak）征服西伯利亞汗國。
1581年，葉爾馬克率領1,636人，沿著塔吉爾河和圖拉河，開始遠征深入西伯利亞。次年，他們在托波斯克（Tobol）成功圍攻庫楚汗（Khan Kuchum）的居住地。葉爾馬克率眾在楚瓦什角（Chuvash Cape）戰鬥3天並接連勝利，在額爾齊斯河擊敗庫楚汗的軍隊主力。根據傳統，葉爾馬克將西伯利亞呈給沙皇伊凡四世，並獲得沙皇的重視。
但庫楚汗依然強大，1585成功突襲葉爾馬克部眾。葉爾馬克身受重傷，在嘗試游過瓦蓋河的中途溺弊，哥薩克軍隊不得以撤出西伯利亞。由於葉爾馬克之前探索西伯利亞西部的主要河流的路線，俄羅斯的獵人和冒險家持續進入該地區，僅在幾年後，莫斯科公國成功收復葉爾馬克之前的征服地。

## 俄羅斯人的探索和征服
17世紀初期，俄羅斯人民向東移民的速度因國內動亂而一度放緩，但很快就恢復對西伯利亞廣闊領土的探索和殖民。此殖民行動主要是由哥薩克人所領導，目標在尋找有價值的毛皮和象牙。哥薩克人來自南烏拉爾，另一波斯拉夫民族的波默爾人則來自北冰洋，他們與西西伯利亞北部的曼加澤亞地區進行毛皮貿易已有很長時間。1607年，俄羅斯建立圖魯漢斯克定居點，位在葉尼塞河北部，靠近下通古斯河河口。1619年，再建立葉尼塞斯克定居點，位在通古斯河河口的葉尼塞河中部。 
1620年，傳奇人物傑米德·皮揚達（Demid Pyanda）領導一群毛皮獵人從圖魯漢斯克出發，開始一段漫長的旅程。根據民間傳說，他在三年半時間裡，穿越大西伯利亞河流約8,000公里，探索大約2,300公里下通古斯河，到達通古斯河的上游，來到西伯利亞勒那河，向下游探索大約2,400 公里的長度，可能到達雅庫特。再順著勒那河返航，直到河水太淺無法航行後，橫跨陸路到達安加拉河，再建造新船，探索大約1,400公里的安加拉河，最終到達葉尼塞斯克。
1627年，彼得·伊凡諾維奇·別克托夫在西伯利亞被任命為葉尼塞斯克軍事領袖（voevoda），他成功航行到達外貝加爾山脈向布里亞特人進行徵稅，並建立第一個俄羅斯定居點Rybinsky。接著在1631年，他再被派往勒拿河，在那裡建立雅庫茨克定居點，並派遣哥薩克軍隊，探索阿爾丹河和勒拿河下游，建立新的定居堡壘，並進行徵稅。
雅庫茨克很快就成為俄羅斯的主要基地，以進一步向東、向南和向北遠征。馬克西姆·佩爾菲利耶夫 早先是葉尼塞斯克定居點的創始人，於1631年創立了布拉茨克區定居點，並在1638年進入外貝加爾。1639年，由伊万·莫斯科维京所領導的一個小組，最早到達太平洋岸並發現鄂霍次克海，小組在烏利亞河口岸邊建立了一個冬季定居點，哥薩克人從當地住民中探知阿穆爾河附近的環境。1640年，他們繼續向南航行，探索鄂霍次克海的東南海岸，可能成功到達阿穆爾河河口，並在回程中發現尚塔爾群島。根據莫斯科維廷的記載，1642年庫爾巴特·阿法納西耶維奇·伊萬諾夫繪製俄羅斯第一張遠東地圖。1643年，莫斯科維廷 率領一群哥薩克部隊前往貝加爾山脈以南，發現了貝加爾湖，並到達奧爾洪島。隨後，伊萬諾夫製作第一張圖表描述記載貝加爾湖。
1643年，瓦西里·達尼洛維奇·波亞爾科夫越過外興安嶺，到達結雅河上游，該地的達斡爾族是向中國東北滿族清朝（翌年清兵入關）進貢。越冬後，波亞爾科夫於1644年繼續向結雅河下游，再順著阿穆爾河航行到達河口。由於他的哥薩克身份激起當地人的仇恨，波亞爾科夫為了避險，選擇他途返回。於是1645年造船並沿著鄂霍次克海沿岸航行至烏利亞河，並在莫斯科維廷 1639年所建的定居點中度過冬天，1646 年回到雅庫茨克。
1644年，米哈伊爾·瓦西里耶維奇·斯塔杜欣發現科力馬河，並建立中科雷姆斯克。商人費多特·阿列克謝耶維奇·波波夫組織向東的遠征隊，謝苗·傑日尼奧夫成為其中一艘冰洋航船(Koch)的船長。1648年，遠征隊從中科雷姆斯克航行到北極，再繞過傑日尼奧夫角，為首次穿越白令海峽，並發現楚科奇高原和白令海的探險家，但隊伍中多數人在風暴中以及與當地人衝突中迷失方向。1649年，傑日尼奧夫帶領一小群人到達阿納德爾河河口，並利用殘骸建造新的船隻。他們建立 Anadyrsk，並受困於該地，直到斯塔杜欣從科力馬河走陸路來找到他們。後來斯塔杜欣又於1651年南下，探索堪察加半島的西海岸，並發現鄂霍次克海北側的品仁納灣。
1649-50年，葉羅費·帕夫洛維奇·哈巴羅夫再度探索阿穆爾河，通過奧廖克馬河、通古爾河（Tongur）和石勒卡河（Shilka），到達阿穆爾河（Dauria），然後返回雅庫茨克，在1650-53年組成更大的部隊再往阿穆爾河，但遭到當地的武裝抵抗。他在雅克薩建造了冬季住所，躲避滿族中國人和朝鮮人，然後沿著阿穆爾河航行並發現了伯力。之後他在自行繪製的阿穆爾河草案中繪製該河的地形。
在1659-65年間，伊萬諾夫繼續探索阿納德爾定居地；1660年，他從阿納德爾灣航行到傑日尼奧夫角，繪製楚科奇高原和白令海峽的早期地圖，這是第一張地圖顯示尚未發現的弗蘭格爾島，迪奧米德群島和阿拉斯加。
到17世紀中葉，除了堪察加東部和北極圈以北的一些地區，俄羅斯人民已經建立接近現代邊界的國家邊界，並探索幾乎整個西伯利亞。在18世紀初，弗拉基米爾·瓦西里耶維奇·阿特拉索夫征服堪察加半島，之後在1733年至1743年的大北方探險中，發現北極海岸線和阿拉斯加。透過一系列航行探險，製圖師繪製俄羅斯北部大部分海岸線地圖，另有俄羅斯科學院的成員穿越西伯利亞，組成學術遠征隊，在西伯利亞進行科學探險。此時期，俄羅斯征服西伯利亞，成為世界上領土最大的國家，並在黑龍江和外興安嶺和當時的大清王朝接壤。

### 俄羅斯人和西伯利亞原住民
吸引哥薩克人前往西伯利亞的主要寶藏是貂皮、狐狸皮和白鼬皮，俄羅斯探險家在探險過程中帶回許多毛皮。當地人民臣服於俄羅斯帝國以抵擋南方游牧民族侵襲，因此以毛皮的形式支付貢品（牙薩克）。甚至建有一套貢品道路（yasachnaya），以便貢品運送到莫斯科。
西伯利亞當地住民對於俄羅斯人的態度各有立場，有些則要求從屬於俄羅斯，俄羅斯人民與西伯利亞當地人民合作和同化。有些民族不被俄羅斯當局接納，也有些民族日後卻拒絕支付貢品，產生爭議。還有一些民族公開抵抗俄羅斯，特別是俄羅斯人越往東進，當地文明越不發達，遇到的反抗也越多。在1607年至1610年間，通古斯人為爭取獨立而進行強烈鬥爭，但在1623年左右被制服。布里亞特人提出不願意臣服，但很快就被鎮壓平息。科里亞克人和楚科奇人的反抗阻力最大。 當地人的抵制可能是被迫的不公平條款的結果。
滿清的抵抗迫使俄羅斯哥薩克退出阿爾巴津，根據1689年尼布楚條約，俄羅斯放棄向該河流域進軍，專注於對西伯利亞大片地區的殖民，並通過西伯利亞與中國進行貿易。1852年，尼古拉·尼古拉耶維奇·穆拉維約夫-阿穆爾斯基 率領的俄羅斯遠征隊探索阿穆爾河，到1857年，大量的俄羅斯哥薩克人和農民在阿穆爾河河道上定居。1860年，中俄簽訂《璦琿條約》，承認這既成的事實。 

### 科學探索
俄國科學家在 1720 年至1742年期間，開始對西伯利亞科學探索，探索西伯利亞的地形、動物、植物和居民，奠定殖民的基礎。卡爾·李特爾 在他的《亞洲人》（1832-1859）中詳細闡述對西伯利亞的各面向。有科學家研究烏拉爾-阿爾泰語言，增進對東西伯利亞的了解，喚起了人們對阿穆爾河流域的興趣，並促成後來的西伯利亞遠征。  
俄羅斯地理學會西伯利亞分會在伊爾庫茨克成立，之後成為西伯利亞探險永久中心。而阿穆爾河和庫頁島的開放，吸引科學家研究關於西伯利亞植物群、動物群和居民文化。

### 俄羅斯定居點
17、18世紀，俄羅斯人遷移到西伯利亞的是以獵人為主，還有擺脫農奴生活的農民、東正教的舊信徒和逃犯。新定居點需要建立堡壘以防游牧民族，托木斯克和別爾茨克的堡壘就是為此建立。
18世紀初，游牧民族的襲擊威脅減弱，定居人口越來越多，建立起城市生活。1730年，第一個大型工業—傑米多夫家族發現的冶金生產—因此形成巴爾瑙爾市，後來加上企業組織、圖書館、俱樂部、劇院等社會機構。巴爾瑙爾採礦工程師的文化表現在教育水平、科學和文學知識上，讓該地成為西伯利亞最有文化的地方。其他城市也發生了同樣的事件：公共圖書館、博物館、大學、劇院逐漸建設完成，儘管西伯利亞的第一所大學遲至 1880 年才在托木斯克開辦。
西伯利亞農民自食其力，在沒有外界幫助的情況下，與惡劣的氣候爭鬥，同時該地沒有農奴制和地主，在土地供應方面沒有問題，農民具有高度獨立性。低人口密度使輪耕成為可行，因此有豐富的食物，但俄羅斯中部的農民收穫有限，必須控制家庭的食量。根據旅行者的記錄，這些房屋與典型的俄羅斯傳統農舍不同：房屋很大，有兩層樓，天花板很高，牆壁上覆蓋著木板並塗上油漆。 

## 俄罗斯帝国

### 行政區劃
1708年，彼得一世進行行政改革，同時成立西伯利亞行政區；1719年，分為三個州；1762年更名為“沙皇的西伯利亞”（Сибирское царство）。1782年，再被分為三個獨立轄區（наместничество）；在1796年三者降級為州（托博爾斯克、伊爾庫茨克、維亞特卡）。托木斯克州於1804年與托博爾斯克分離；雅庫茨克於1805年與伊爾庫茨克分離。1822年，西伯利亞再次進行分區改革，分為兩個行政區，分西西伯利亞和東西伯利亞。西西伯利亞包括托博爾斯克和托木斯克，東西伯利亞包括伊爾庫茨克和新成立的葉尼塞斯克。

### 十二月黨人和其他流放者
西伯利亞距離任何外國領土遙遠，並缺乏社交生活和奢華上流，因此被認定為流放政治犯的好地方。十二月黨人起義者，大約80人被判處在西伯利亞義務工作並永久定居，多數人的妻子跟著他們，在勞改營附近安頓下來。在完成拘禁義務工作後，他們被判處在指定的小城鎮和村莊定居，一些人被允許經營生意。在1840年代，他們受允許搬到大城市或在西伯利亞任何地方定居。1856年，亞歷山大二世紀念其加冕典禮，赦免並回復十二月黨人的自由。在流放者的回憶錄中，提及西伯利亞農人的仁愛相處，以及官兵的嚴厲對待，一些流放者適應困難，遭受心理衝擊、精神失常，甚至死於疾病。
但有些流亡的革命者在西伯利亞不感到孤獨，他們受到當地人熱情接待並給予回報。十二月黨人為當地社會生活和文化做出廣泛貢獻。在伊爾庫茨克，他們的房子現在是博物館，許多地方有他們名字的紀念牌匾。另有許多波蘭人也被流放到西伯利亞，在1866年，他們在西伯利亞煽動叛亂。
自从莫斯科圣彼得堡铁路出现之后，有了建造西伯利亚铁路的计划。最初是伊爾庫茨克至赤塔铁路，计划连接至黑龙江流域，最后至太平洋沿岸。

### 西伯利亞大鐵路
西伯利亞領土廣袤，經濟發展受到運輸不便的阻礙，西伯利亞的區域內以及與其國內跨區間的交通都亟待建設。西伯利亞大地除了西伯利亞公路路面尚可外，其他適合輪式運輸的道路很少，而且道路的相距甚遠，運輸效益有限。一年寒冬中約有五個月，河流是西伯利亞主要的交通運輸，貨物和乘客乘坐馬拉的雪橇在冬季道路上行駛，也就是依靠冰雪覆蓋的河流進行運輸。
雖然平坦的西西伯利亞有相當大的河流系統，但東西伯利亞的強大河流，如葉尼塞河、上安加拉河、勒那河等，大多只能由北向南的方向通航。1844年鄂畢河有第一艘汽船下水，但因為環境艱難，直到1857年汽船航運才真正展開。接著，汽船於1863年開始在葉尼塞河上航行，1870年代開始在勒拿河和阿穆爾河上航行。俄羅斯政府曾經修建鄂畢河-葉尼塞河的聯繫運河以促進運輸效益，但成效有限。事實顯示，只有跨西伯利亞的鐵路才能真正解決西伯利亞廣大區域的交通問題。
但在1880年以前，俄羅斯政府考慮到經營西伯利亞的實力薄弱，擔心西伯利亞領土受到外國勢力的影響，因此中央政府很少對建鐵路的主張做出回應，此外財政金融系統也低估鐵路的效益，遲緩的官僚主義也導致政府無所作為。直到亞歷山大二世在1880年，才做出修建鐵路的決定。
在莫斯科-聖彼得堡鐵路建成以後，1891年西伯利亞建鐵路計畫正式開始。第一階段是伊爾庫茨克-赤塔計畫，目標將伊爾庫茨克連接到阿穆爾河，進而連接到太平洋。西伯利亞鐵路改變當地城市的興衰，例如托木斯克是19世紀末最大的西伯利亞城市，因為沒有列入與西伯利亞大鐵路連結規劃，城市發展因此相對落伍。
西伯利亞大鐵路有效促進西伯利亞農業的發展，不僅帶動鐵路周邊地區的發展，也推動鐵路與河流連結地區的蓬勃，如鄂畢河和葉尼塞河流域的農業。西伯利亞成為俄羅斯的農業穀倉，大幅增加西伯利亞對俄羅斯中部和歐洲國家的農產品出口。
從1896年到1913年，西伯利亞平均每年出口約50萬噸穀物產品，加上1861年俄羅斯中部的農奴制度的廢除，釋出許多失業的農民。政府為了防止可能的社會動盪，1896 年採取配套的關稅措施，改變穀物產品出口的形式。因此在阿爾泰、新西伯利亞和托木斯克出現許多的工廠，有些農場轉向農產品加工業。 

### 移居安置計畫
20世紀初，俄羅斯中部的農村地區人滿為患，而西伯利亞土地肥沃、人煙稀少。1906年至1911年間，在尼古拉二世的領導下，首相斯托雷平展開重大的移居運動。沙皇頒布法令，農民可不受限制地向西伯利亞轉移，同時獲得政府所給予的廉價或免費土地。政府展開推廣活動，有宣傳列車派往農村各地，廣發移居指導小冊和橫幅標語。政府不僅提供貸款用於農場建設，並安排提供移居者運輸列車。
該政策促成超過300萬人陸續移居西伯利亞，其中75萬人步行前往。從1897年到1914年，西伯利亞人口因此增加73%，耕地面積增加了一倍。 但並非所有移居者都成功定居，仍有 17.8% 返回原居地。

### 通古斯事件
1908年6月30日清晨7時，通古斯河附近發生強大的爆炸，位於現在的克拉斯諾亞爾斯克邊疆區。爆炸的原因是有所爭議，但普遍認為是，地球表面上方5至10公里高度的大型流星體或彗星碎片的空氣爆發引起的。有研究認為，爆炸體有幾十米寬，可能是地球近代史上最大的陸地撞擊事件。
1921年，俄羅斯礦物學家列昂尼德·庫利克 訪問當地住民的說法，推斷事件是由巨大的隕石撞擊引起的。他說服蘇聯政府加強對通古斯地區的探勘，也可回收隕鐵以資助蘇聯工業。1927年政府所派出的探險隊到達事發地點，卻沒發現任何隕石坑，只有一片約50公里直徑的燒焦樹林區域，約有8千萬棵樹木倒下，雖然幾隻近原爆點的樹木仍然直立著，但樹枝和樹皮都已經剝光消失。原爆點極遠處的一些居民，都是以核心朝外的方向倒地。

## 俄罗斯内战
在1917年的十月革命中，布爾什維克領導的彼得格勒工人和士兵武裝起義成功推翻了臨時政府，將其所有權力移交給了蘇維埃，並將首都遷至莫斯科。布爾什維克在蘇維埃內部獲得強大的支持，並建立一個聯邦政府，但不久後布爾什維克、社會革命黨、獨立運動的派別間爆發內戰。
在俄羅斯革命時期，西伯利亞基本上是俄羅斯的一個農業區，缺乏企業家和資產階級，知識分子 的政治傾向模糊，區域內只有13%的人口居住在城市，並具有政治概念。西伯利亞由於缺乏強烈的社會差異，加上城市人口和知識分子的稀少，形成不同政黨在區域主義思想主導下，進行形式上的聯合。但是未能實際組成聯合抵抗布爾什維克力量。
前俄羅斯帝國海軍上將亞歷山大·瓦西里耶維奇·高爾察克，在西伯利亞組成反共政府，在西伯利亞西南部的鄂木斯克成立。當高爾察克主張與布爾什維克進行強力戰鬥時，當地的社會革命黨人和孟什維克卻有不同主張，意圖與布爾什維克簽署和平條約以爭取獨立。白軍在國際上的盟友雖然能夠給予協助，但卻選擇保持中立不介入；而高爾察克也拒絕日本提供的幫助，因為擔憂日本對遠東地區有所圖。
反共政府在俄羅斯中部遭遇一系列失敗後，高爾察克的軍隊撤退到西伯利亞。在社會革命黨人的反對和國際盟友支持減弱的情況下，Template:白軍不得不從鄂木斯克撤退到伊爾庫茨克，最終高爾察克在社會革命黨人的壓力下辭職，不久後社會革命黨人很快就向布爾什維克屈服。

## 苏联时代

### 1920 年代和 1930 年代
到 1920 年代，西伯利亞的農業開始衰退。由於大量移民，土地被非常密集地使用，導致土地枯竭，經常出現歉收。農業雖然沒有被內戰直接摧毀，但出口的混亂間接摧毀食品工業，並大幅減少了農民的收入。加以，餘糧收集制的實施和隨後的自然食品稅的課徵也激發農民不滿的情緒。1920年至1924年，農村地區發生多次反共暴亂，參與人數高達4萬人。 白軍哥薩克人和早先與高爾察克作戰的紅軍游擊隊，都參加了暴動。根據1927年伊爾庫茨克州的一項調查，農民公開表示他們會參加反蘇起義，並希望得到外國力量的幫助。
戰時的青年高度軍事化，蘇聯政府推動共青團軍事宣傳，當時西伯利亞農村動盪混亂，部分共青團員褻瀆教堂和基督教墳墓，謀殺神父、信徒及反對蘇聯體制者，但蘇共對此混亂只有小小的制裁。1930年代，黨開始集體化運動，給西伯利亞的小康家庭貼上“富農”的標籤，所有抗議的人都被納入“去富農化”，必須從俄羅斯中部流放到西伯利亞的人口稀少的森林或沼澤地區。集體化運動破壞西伯利亞農民傳統的階層和自然的運作方式，其影響至今仍然存在。
在城市中，當局在社會浪漫主義思想下，推動新經濟政策。根據時尚的建構主義運動，試圖建造新的社會主義理想城市，但最終留下一些方形房屋。例如，新西伯利亞劇院最初是以純粹的建構主義風格設計的，但在1930年代中期，隨著新古典主義的引入，進行重新設計。
西伯利亞大鐵路建成後，鄂木斯克很快成為西伯利亞最大的城市。在1930年代，蘇聯人開始建設新西伯利亞，第一次重工業化發生在庫茲涅茨克盆地（煤炭開採和黑色冶金）和諾里爾斯克（鎳和稀土金屬），在北海航線也可以看到各種工業應用。此時，隨著政治、社會動盪，囚犯人數越來越多，當局決定在西伯利亞地區，建立龐大的勞改營體系古拉格。
。

### 二戰期間
1941年，許多企業和人員經由鐵路疏散到西伯利亞各城市。由於急需彈藥和軍事裝備，這些人員在車站附近下火車後立即開始工作，而且工廠建築也是與人們工作的同時，同步進行建設。
大多數撤離的企業在戰後仍留在西伯利亞的新廠址，大幅增加西伯利亞的工業生產，並成為許多當地城市的重要組成。當時因為考量赤塔靠近中國和日本，不適合接收企業，因此接收企業最東邊的城市是烏蘭烏德。
1941年8月，最高蘇維埃發布“關於重新安置伏爾加德意志人”的命令，許多德國人被驅逐到哈薩克斯坦和西伯利亞的不同農村地區。
戰爭結束時，數以千計來自德國和日本軍隊的俘虜，被判處在西伯利亞地區勞改營工作。雖然這些營地與古拉格的管理單位不同，但死亡率仍然很高，尤其是在冬天嚴厲的條件下。他們任務的範圍很廣，從種植蔬菜到建設貝加爾－阿穆爾鐵路都有。

### 產業擴張
20世紀下半葉，俄羅斯繼續勘探礦產和水能資源，其中一些項目是早已規劃好的，但由於戰爭的推延，以及蘇聯政客不斷改變的意見，因而遲遲開展。
延遲最嚴重的項目是貝加爾－阿穆爾鐵路，原本是與跨西伯利亞鐵路同時規劃的，但遲至第二次世界大戰前才開始建設，在戰爭期間又被擱置，並在之後重新啟動。在蘇聯領導人約瑟夫·史達林去世後，再次停滯多年，之後由列昂尼德·伊里奇·布里茲涅夫繼續領導，計畫重新啟動。
1960年代至1970年代，蘇聯在安加拉河上建造級聯水力發電廠，該建設類似於美國田納西河谷管理局的計畫。發電廠的功率足夠開創並支持大型生產設施，例如布拉茨克、烏斯季伊利姆斯克的鋁廠、安加拉盆地的稀土開採以及與木材工業相關的大型設施。也因為有工業上的支持任務，安加拉盆地的電價是全俄羅斯最低的。但安加拉的級聯計畫至今還沒有徹底完成，包括博古查尼電廠（Boguchany Dam）仍然等待完成，之後還有一系列相關的企業將接連成立。
這種級聯式的發展也有不利的方面，由於生產標準低和大壩規模過大，造成生態嚴重的破壞，因為濕度增高加劇本已惡劣的氣候。1980年代在阿爾泰山區卡通河上的另一個發電廠計畫，因為被廣泛的抗議，最終計畫決定取消。
西伯利亞也有許多軍事導向的企業中心，也有特殊功能的封閉城市，如謝韋爾斯克。到1980年代末，鄂木斯克和新西伯利亞的工業生產，有高達40%是由軍事設備和航空器材輸出所組成。但之後國家所資助的軍事訂單崩潰，曾引發經營危機。
西伯利亞的經濟多元性日增，有些西伯利亞的企業將產品的業務擴展到跨區域經營，甚至行銷全俄羅斯。西伯利亞的各種藝術家和藝術產業創造區域內的商機，藝術文化工作不再完全集中於莫斯科的同業手中，例如 Idea （年度“低預算”廣告節）、Golden Capital （年度建築獎），都是由新西伯利亞的產業協會所舉辦。

## 當今历史
2010年赤塔-伯力高速公路（M58高速公路，長1300公里）建成，俄羅斯人可以駕駛汽車經高速公路由波羅的海到達太平洋岸。在此之前受限於路況不佳，外貝加爾邊疆區被視為汽車向東邊運輸的終點。這條高速公路的完成帶來西伯利亞許多區域性發展，有利往返太平洋各省的旅行及運輸，同時也促進外貝加爾邊疆區和阿穆爾州等人口稀少地區的人口進駐和產業發展。
俄國政府持續在交通網絡的建設擴展，主導西伯利亞區域的發展方向。目前交通建設的重點項目之一是完成通往雅庫茨克的鐵路支線；另還有一個早在19世紀即提出的計畫，開發跨西伯利亞鐵路支線的北西伯利亞鐵路。但俄羅斯鐵路公司提出一項很有雄心的建設項目，意圖修建通往馬加丹、楚科奇半島鐵路，並開發白令海峽隧道，將鐵路運輸直接通往美國的阿拉斯加。此項構想如果實踐，將大幅改變全球海陸運輸的既有架構。
但西伯利亞的交通建設也將俄羅斯東邊的部分人口帶往西部，有些居民離開西伯利亞和遠東聯邦管區向西邊遷徙。西伯利亞城市因此出現勞動力缺乏，必須吸引來自中亞和中國的勞動人口，其中包含合法移工與非法移工。雖然西伯利亞當地人充分知曉並接納當前的移工狀況，但在俄羅斯西部，已有許多關於外貝加爾地區和遠東地區的傳聞，有成千上萬的中國人已大量進駐西伯利亞。